# Ocean Software
Ocean Software (ou Ocean Software Ltd. e às vezes Ocean of America, Inc. mas geralmente conhecido simplesmente como Ocean) foi uma das maiores publicadoras/desenvolvedoras de jogos eletrônicos da Europa no período entre os anos 1980 e 90. A empresa sucessora é a Infogrames UK. A empresa foi fundada por David Ward e Jon Woods com sede em Manchester. A Ocean desenvolveu dúzias de jogos para uma variedade de sistemas como ZX Spectrum, Commodore 64, Amstrad CPC, Atari ST, Amiga, PC e diversos consoles de videogame como Nintendo Entertainment System, Super Nintendo Entertainment System, Sega Master System e Sega Mega Drive.
Em 1998, a empresa foi renomeada para Infogrames UK, e novamente em 2004 para Atari UK.